# 거미원숭이
거미원숭이(spider monkey)는 거미원숭이과에 속하며 속명은 거미원숭이속(Ateles)이다. 손발과 꼬리는 가늘고 길며 잡아 쥐는 능력이 크다. 거미의 다리와 비슷하여 거미원숭이라 불린다. 성체의 몸무게는 5-7kg이며, 꼬리를 뺀 몸길이는 60cm 정도이다. 종에 따라 몸빛이 다양하며, 검은색·갈색·황금색·붉은색·황갈색을 띤다. 이빨은 36개이며, 엄지손가락은 전혀 없거나 흔적만 있고, 나머지 손가락은 충분히 펼 수 없어 갈고리처럼 되어 있다. 나무 위에서 생활하며 행동이 민첩하여 앞다리와 꼬리를 사용하여 교묘하게 나뭇가지를 건너다닌다. 먹이는 살과 수분이 많은 과일이나 밤·도토리 등의 견과이다. 거미원숭이의 단위집단은 복수의 어른 수컷을 포함하는 20-30마리의 집단이라고 생각되나 그 통합은 매우 느리다. 집단 안의 각 개체는 갖가지 구성을 가진 3-4그룹을 만들어 모였다 흩어졌다를 되풀이한다. 멕시코 남부로부터 브라질 동남부에 걸쳐 분포한다.

## 하위 종
거미원숭이속은 7종의 종과 7종의 아종으로 구성되어 있다.
- 붉은얼굴거미원숭이 (A. paniscus)
- 흰이마거미원숭이 (A. belzebuth)
- 페루거미원숭이 (A. chamek)
- 갈색거미원숭이 (A. hybridus)
- 흰뺨거미원숭이 (A. marginatus)
- 검은머리거미원숭이 (A. fusciceps)
  - 갈색머리거미원숭이 (A. f. fusciceps)
  - 콜롬비아거미원숭이 (A. f. rufiventris)
- 조프루아거미원숭이 (A. geoffroyi)
  - 유카탄거미원숭이 (A. g. yucatanensis)
  - 멕시코거미원숭이 (A. g. vellerosus)
  - 니카라과거미원숭이 (A. g. geoffroyi)
  - 오르네이트거미원숭이 (A. g. ornatus)
  - 두건쓴거미원숭이 (A. g. grisescens)